# Dworzec (rejon kamieniecki)
Dworzec, Dworzec Zielony (biał. Дварэц, Dwarec; ros. Дворец, Dworiec) – wieś na Białorusi, w obwodzie brzeskim, w rejonie kamienieckim, w sielsowiecie Wierzchowice, przy drodze republikańskiej R98.

## Historia
W XIX i w początkach XX w. majątek ziemski położony w Rosji, w guberni grodzieńskiej, w powiecie brzeskim, w gminie Wierzchowice.
W dwudziestoleciu międzywojennym leżał w Polsce, w województwie poleskim, w powiecie brzeskim, w gminie Wierzchowice. W 1921 miejscowość liczyła 107 mieszkańców, zamieszkałych w 19 budynkach, w tym 101 Białorusinów i 6 Rusinów. Wszyscy mieszkańcy byli wyznania prawosławnego.
Po II wojnie światowej w granicach Związku Sowieckiego. Od 1991 w niepodległej Białorusi.